# Sobralia cataractarum
Sobralia cataractarum là một loài thực vật có hoa trong họ Lan. Loài này được Hoehne miêu tả khoa học đầu tiên năm 1910.